# Campus Région du numérique
Le Campus Région du numérique est un domaine universitaire et technologique situé à Charbonnières-les-Bains, dans la métropole de Lyon. Il est construit de 2016 à 2020 sous la maîtrise d'ouvrage de la région Auvergne-Rhône-Alpes, les bâtiments sont livrés le 30 septembre 2020.

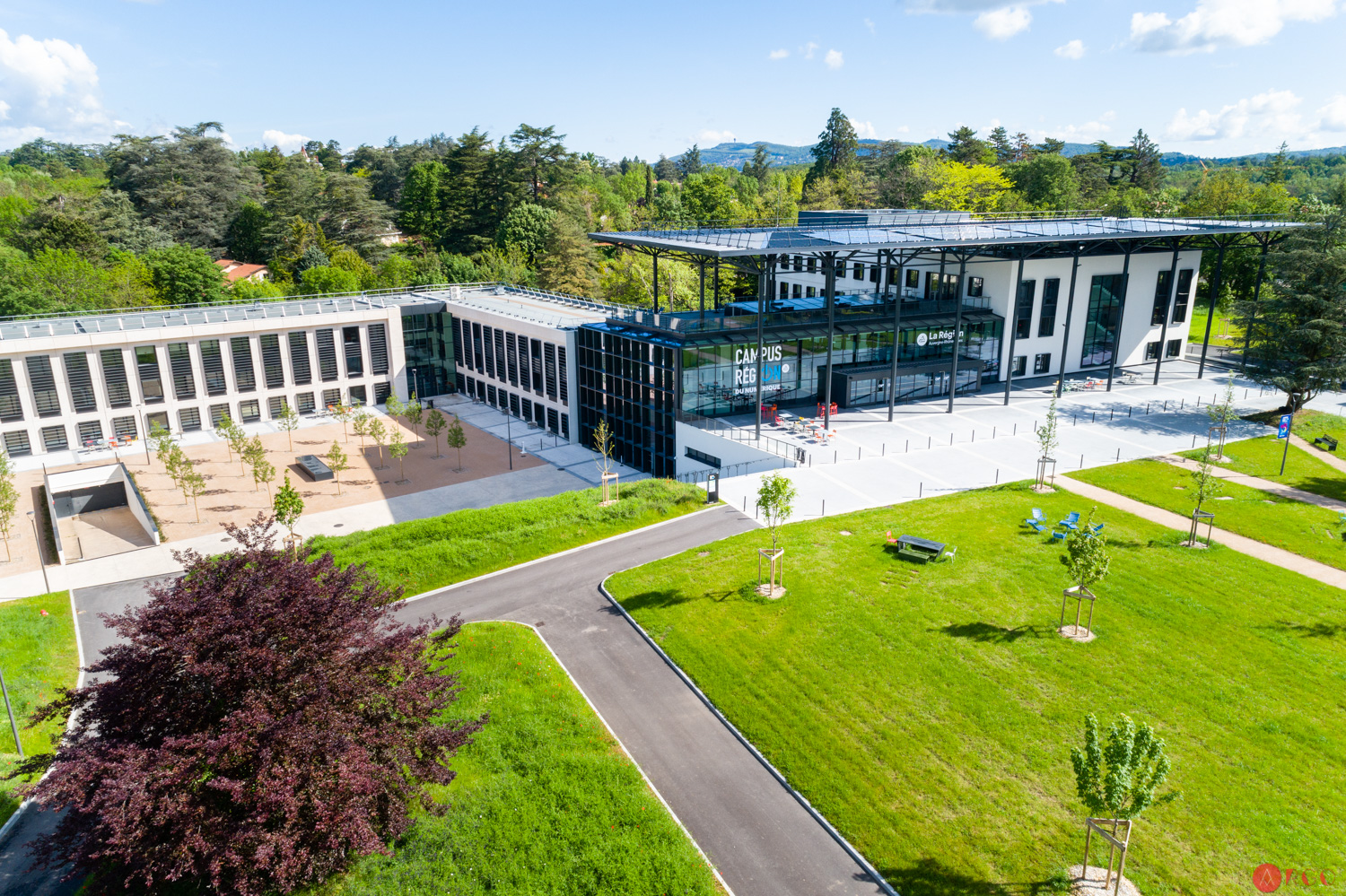
Campus Région du numérique à Charbonnières-les-Bains

Outre des entreprises, il accueille « une concentration d’écoles, d’universités et autres centres de formation, privés ou publics », notamment l'école 42 Lyon Auvergne-Rhône-Alpes, réplique financée publiquement de l'école 42 parisienne. 
Il est géré par la Région Auvergne-Rhône-Alpes et mène des actions d'animation autour des thèmes de la digitalisation des entreprises, en particulier de l'industrie, de la mise en réseau des acteurs régionaux du numérique, ou encore de la cybersécurité. Le Campus irrigue ainsi tout le territoire à travers un réseau hors-les-murs, des structures partenaires en région et des ressources pratiques accessibles en quelques clics sur le site Internet. 

## Description du site
Sur un espace arboré de 11 hectares, au 78 route de Paris à Charbonnières-les-Bains sur le territoire de la Métropole de Lyon, le Campus Région du numérique accueille des écoles et des organismes de formation, des entreprises, des acteurs de la transformation numérique, des pôles de compétitivité et un cluster. Le Campus Région du numérique a ouvert ses portes le 4 janvier 2021 sur son site de Charbonnières-les-Bains. 
Le projet du Campus de Charbonnières-les-Bains a été confié à l’agence Wilmotte et Associés, fondée par l’architecte, urbaniste et designer Jean-Michel Wilmotte. Il a été réalisé par une entreprise régionale : Bouygues Bâtiment Sud-Est, à la suite d’un appel d’offres lancé en 2018. 
La moitié des locaux est consacrée à la formation. Un quart est dédié aux pôles de compétitivité, clusters et partenaires. Le dernier quart est dédié aux projets de l’Usine du Campus. Les espaces du Campus peuvent notamment être loués pour des événements ou des séminaires. Ils sont adaptés et modulables pour recevoir des conférences, jobs dating, hackathons, ateliers team building, etc.

## Historique
Le site de Charbonnières-les-Bains a été occupé par le siège de la Région Rhône-Alpes de 1974 à 2011. Avant d'être Hôtel de Région, il fut construit par une compagnie d'assurances qui y installât son siège social en 1965. Lors de la décision du transfert du siège régional vers la Confluence à Lyon, ces anciens locaux de l'assemblée régionale devaient abriter un projet mêlant logements collectifs et individuels, bureaux et commerces.
Le site est construit par Bouygues Construction, pour un montant d'environ 60 millions d'euros. Avant la construction du nouveau site, le campus est temporairement localisé dans l'immeuble de bureaux rénové King Charles à la Confluence, situé lui à côté du nouvel hôtel de région de Rhône-Alpes puis Auvergne-Rhône-Alpes.
La pose de la première pierre a eu lieu le 21 juin 2019 sur le nouveau bâtiment à Charbonnières-les-Bains. Le Campus Région du numérique ouvre au public en janvier 2021. Ses équipements sont ouverts aux entreprises, aux étudiants, aux pôles de compétitivité, à tous les acteurs de la transformation numérique en région.

## Situation

### Desserte en transports
Le campus est desservi par l'arrêt Campus Région numérique (anciennement Momet) des lignes de bus 5 et 86 des TCL, partant respectivement du pont Clemenceau à Vaise et du métro Gorge du Loup, le SYTRAL ayant renforcé la fréquence de la ligne 86 à l'occasion de l'ouverture du campus, et se trouve à proximité de la gare de Charbonnières-les-Bains, desservie fréquemment par le tram-train de l'Ouest lyonnais,  ainsi que par la gare des Flachères, desservie plus faiblement par des trains TER faisant la navette entre Tassin et Lozanne.
Depuis novembre 2021, le Campus Région du numérique est desservi par la ligne de bus GE6 (Gar'Express 6) du réseau TCL depuis la gare de Charbonnières-les-Bains. Cadencée aux horaires du tram-train, elle facilite l'accès au Campus.
L'Ouest lyonnais ayant la réputation d'être enclavé, du fait de ses reliefs importants, la question de son accessibilité en transports publics s'est posé. Avant l'ouverture, celle-ci était jugée insatisfaisante par la presse : « En voiture, il faut 20 minutes depuis le centre-ville de Lyon, sans bouchon, à vélo, une quarantaine de minutes, en transport en commun, une heure. Entre la gare Saint-Paul et celle de Charbonnières, il suffit de 16 minutes de train, mais ensuite une vingtaine de minutes de marche, petit dénivelé compris. Laurent Wauquiez promet un travail sur les transports en commun »,.